# ウィルマー・アリソン
ウィルマー・アリソン（Wilmer Allison, 1904年12月8日 - 1977年4月20日）は、アメリカ・テキサス州サンアントニオ出身の男子テニス選手。フルネームは Wilmer Lawson Allison （ウィルマー・ローソン・アリソン）という。1935年の全米選手権男子シングルス優勝者である。シングルスでは1930年ウィンブルドン選手権と1934年全米選手権で2度の準優勝もあった。彼はダブルスの名手として、ジョン・バン・リン（1905年 - 1999年）と組んで4大大会男子ダブルス4勝を挙げた。右利きの選手で、体格は身長180cm、体重70kgほどであった。

## 来歴
アリソンは1927年にテキサス州立大学の選手として、全米大学対抗テニス大会に優勝し、この年から全米選手権に出場し始めた。1928年からデビスカップのアメリカ代表選手に選ばれ、1929年からデビスカップやグランドスラム大会でジョン・バン・リンとダブルスを組み始める。アリソンとバン・リンは、1929年と1930年のウィンブルドン男子ダブルスで2連覇を達成した。1930年ウィンブルドンで、アリソンは男子シングルス・男子ダブルスの2部門で決勝に進出したが、シングルス決勝では同じアメリカのビル・チルデンに 3-6, 7-9, 4-6 で敗れて準優勝になった。1930年全米選手権で、アリソンはエディット・クロスと組んだ混合ダブルスで初優勝したが、バン・リンとの男子ダブルスでは準優勝で止まった。アリソンとバン・リンのコンビネーションは、アリソンが左側のコートを受け持ち、ネット・プレーの得意なバン・リンが右側から返球するスタイルだったという。このペアはデ杯米国代表チームでも不可欠な戦力になり、当時の男子テニス界で優れたダブルス・チームの代名詞のような存在になっていった。
1933年、アリソンはキャリアで唯一の全豪選手権に出場した。彼は準々決勝でエイドリアン・クイストに 1-6, 3-6, 9-7, 6-2, 6-2 の逆転勝ちを収めた後、準決勝でジャック・クロフォードに 3-6, 6-3, 6-3, 0-6, 3-6 で敗れた。1934年と1935年の2年連続で、アリソンは全米選手権の男子シングルス決勝に進出する。1934年の決勝戦では、フレッド・ペリーがアリソンのシングルス初優勝を阻んだ。ペリーに第1・第2セットを連取された後、アリソンは第3・第4セットを連取して2セット・オールに追いついたが、結局 4-6, 3-6, 6-3, 6-1, 6-8 で敗れ、ここでは初優勝を逃した。1935年の全米選手権で、彼はついに宿願のシングルス初優勝を果たす。準決勝でペリーに 7-5, 6-3, 6-3 のストレート勝ちを収め、前年度の決勝戦の雪辱を果たすと、2年連続の決勝戦ではシドニー・ウッドを 6-2, 6-2, 6-3 で圧倒した。この大会では、ジョン・バン・リンとのダブルスでも4年ぶり2度目の優勝を果たし、単複2冠を獲得する。1936年のウィンブルドン選手権準々決勝でヘンリー・オースチンに敗れた試合と、バン・リンと組んだ全米選手権男子ダブルス決勝でドン・バッジ＆ジーン・マコ組に敗れた準優勝を最後に、ウィルマー・アリソンはテニス界から引退した。
全米選手権の男子ダブルスで、ウィルマー・アリソンとジョン・バン・リンは1930年-1932年・1934年-1936年の6度決勝に進出し、そのうち1931年と1935年の2度優勝した。かつてフレッド・アレクサンダーとハロルド・ハケットの組が1905年から1911年までの「7年連続」で全米男子ダブルス決勝に進んだことがあり、アリソンとバン・リンは同一ペアとして大会歴代2位記録を残した。アリソンの1935年全米選手権男子シングルス初優勝に先立ち、2人は久々のウィンブルドン男子ダブルス決勝に進んだが（アリソンは5年ぶり3度目、バン・リンは4年ぶり4度目）当時進境著しかったオーストラリアペアのジャック・クロフォード＆エイドリアン・クイスト組に 3-6, 7-5, 2-6, 7-5, 5-7 で敗れ、ウィンブルドンでのさらなるチャンスを逃した。
ウィルマー・アリソンとジョン・バン・リンは、1929年から1936年までにデビスカップのダブルスで「14勝2敗」の記録を残した。半世紀後の1980年代にジョン・マッケンローとピーター・フレミングがデ杯米国チームのダブルスで「14勝1敗」を記録し、アリソン＆バン・リン組の記録に並んだ。（2009年3月7日、ボブとマイクの「ブライアン兄弟」がデビスカップで15勝目を挙げ、14勝タイの2組を抜いてアメリカの「ベスト・ダブルス・チーム」（同一ダブルスチームの最多勝利数）になった。）アメリカ・チーム代表選手としての出場試合数でも、ウィルマー・アリソンとジョン・バン・リン、ビック・セイシャス、スタン・スミスの4名が「24試合」でチーム2位タイに並び、マッケンローが「30試合」出場で単独1位に立った。
テニス経歴を終えた後、アリソンは第2次世界大戦でアメリカ陸軍の空軍大佐を務めた。1963年、彼はダブルス・パートナーのジョン・バン・リンと一緒に国際テニス殿堂入りを果たす。1977年4月20日、ウィルマー・ローソン・アリソンはテキサス州オースティンにて72歳で死去した。

## 4大大会優勝
- ウィンブルドン選手権　男子ダブルス：2勝（1929年＆1930年）／男子シングルス準優勝1度：1930年
- 全米選手権　男子シングルス：1勝（1935年）／男子ダブルス：2勝（1931年・1935年）／混合ダブルス：1勝（1930年）